# B.B. Studio
B.B Studio Co, Ltd (japonsky 株式会社B.B.スタジオ, Kabušiki gaiša B.B. Sutadžio je japonské studio zabývající se vývojem videoher, jež vzniklo sloučením společností BEC a Banpresoft jejich mateřskou společností Bandai Namco Entertainment.

## Historie
BEC Co., Ltd. (japonsky 株式会社ベック, Kabušiki gaiša Bekku), zkratka pro Bandai Entertainment Company, byl společný podnik společností Bandai a Human pro vývoj videoher. Studio se nejvíce proslavilo vývojem licencovaných videoher pro společnost Bandai, včetně sérií Digimon, Dragon Ball Z a Kidó senši Gundam. Po sloučení společností Bandai a Namco pod názvem Bandai Namco se BEC stalo dceřinou společností nově vzniklé společnosti.
Společnost Banpre Kikaku Co., Ltd. (japonsky 株式会社バンプレ企画, Kabušiki gaiša Banpure Kikaku) byla dceřinou společností firmy Banpresto, která vyvíjela videohry. Její název byl změněn na Banpresoft Co., Ltd. (japonsky 株式会社バンプレソフト, Kabušiki gaiša Banpuresofuto) v březnu 1997.
Dne 1. dubna 2011 Bandai Namco sloučilo studio BEC s Banpresoftem s cílem zefektivnit a sjednotit herní dceřiné společnosti Bandai pod jednu divizi, přičemž značka Banpresto byla obnovena jako hračkářská společnost v rámci hraček a hobby aktivit společnosti Bandai Namco. Studio B.B. nadále používalo název Banpresto na svých produktech až do února 2014.

## Vyvinuté hry
| Rok  | Název                                                                       | Platformy                                            | Zdroje                      |
| ---- | --------------------------------------------------------------------------- | ---------------------------------------------------- | --------------------------- |
| 2011 | Super Robot Wars Z II                                                       | PlayStation Portable                                 |                             |
| 2011 | Gundam Memories: Memory of the Battle                                       | PlayStation Portable                                 |                             |
| 2011 | Ambition of Mobile Suit Gundam: New Gillen                                  | PlayStation Portable                                 |                             |
| 2011 | Weiss Schwarz Portable                                                      | PlayStation Portable                                 |                             |
| 2012 | Super Robot Wars OG Saga Masou Kishin II: Revelation of Evil God            | PlayStation Portable                                 |                             |
| 2012 | 2nd Super Robot Wars Z Saisei-hen                                           | PlayStation Portable                                 |                             |
| 2012 | Mobile Suit Gundam: Battle Operation                                        | PlayStation 3                                        |                             |
| 2012 | Lagrange: Kamogawa Days                                                     | PlayStation 3                                        |                             |
| 2012 | Super Robot Wars: Card Chronicle                                            | iOS                                                  |                             |
| 2012 | 2nd Super Robot Wars Original Generation                                    | PlayStation 3                                        |                             |
| 2013 | Gundam Card Battler                                                         | iOS                                                  |                             |
| 2013 | Magi: Hajimari no Meikyū                                                    | Nintendo 3DS                                         |                             |
| 2013 | Dragon Ball Heroes: Ultimate Mission                                        | Nintendo 3DS                                         |                             |
| 2013 | Super Robot Wars UX                                                         | Nintendo 3DS                                         |                             |
| 2013 | Super Robot Wars Operation Extend                                           | PlayStation Portable                                 |                             |
| 2013 | Super Robot Wars Original Generation Saga: Masō Kishin 3 – Pride of Justice | PlayStation 3, PlayStation Vita                      |                             |
| 2013 | Super Robot Wars Original Generation: Infinite Battle                       | PlayStation 3                                        |                             |
| 2014 | Magi: A New World                                                           | Nintendo 3DS                                         |                             |
| 2014 | 3rd Super Robot Wars Z: Jigoku-hen                                          | PlayStation 3, PlayStation Vita                      |                             |
| 2014 | Mobile Suit Gundam Side Stories                                             | PlayStation 3                                        |                             |
| 2014 | Super Robot Wars OG Saga: Masō Kishin F – Coffin of the End                 | PlayStation 3                                        |                             |
| 2015 | 3rd Super Robot Wars Z: Tengoku-hen                                         | PlayStation 3, PlayStation Vita                      |                             |
| 2015 | SD Gundam Strikers                                                          | iOS                                                  |                             |
| 2015 | Super Robot Wars BX                                                         | Nintendo 3DS                                         |                             |
| 2015 | Super Robot Wars X-Ω                                                        | iOS, Android                                         |                             |
| 2015 | Gundam Battle Operation Next                                                | PlayStation 3, PlayStation 4                         |                             |
| 2016 | Digimon World: Next Order                                                   | PlayStation Vita, PlayStation 4                      | [ 10 ]                      |
| 2016 | Super Robot Wars Original Generation: The Moon Dwellers                     | PlayStation 3, PlayStation 4                         |                             |
| 2016 | Super Robot Wars Original Generation: The Moon Dwellers                     | PlayStation 3, PlayStation 4                         |                             |
| 2017 | Super Robot Wars V                                                          | PlayStation 4, PlayStation Vita, Nintendo Switch, PC |                             |
| 2018 | Full Metal Panic! Fight: Who Dares Wins                                     | PlayStation 4                                        |                             |
| 2018 | Mobile Suit Gundam Battle Operation 2                                       | PlayStation 4, PlayStation 5                         | [ 11 ] [ 12 ]               |
| 2019 | Super Robot Wars T                                                          | PlayStation 4, Nintendo Switch                       |                             |
| 2019 | Disney Tsum Tsum Festival                                                   | Nintendo Switch                                      |                             |
| 2020 | Namcot Collection                                                           | Nintendo Switch, PC, PlayStation 4, Xbox One         | [ 13 ]                      |
| 2021 | Super Robot Wars 30                                                         | Nintendo Switch, PC, PlayStation 4                   | [ 14 ] [ 15 ] [ 16 ] [ 17 ] |
| 2021 | Mobile Suit Gundam Battle Operation: Code Fairy                             | PlayStation 4, PlayStation 5                         |                             |